# 富尔奇
富尔奇是意大利阿布鲁佐大区基耶蒂省的一个镇。
富尔奇的周边镇有库佩洛、弗雷萨格兰迪纳里亚、吉西、蒙特奥多里肖、帕尔莫利和圣博诺。
富尔奇是环绕着其镇中心的教堂在一座山丘上建成的。该教堂中有15世纪留下的雕塑。过去镇周边的城墙中只有一座圆塔遗留下来了。
富尔奇附近有一处圣地。

## 特产美味
在富尔奇附近种植的蒙蒂普尔查诺葡萄被用来酿造法定地区餐酒葡萄酒阿布鲁佐的蒙特普尔恰诺。

## 书籍
- Marialuce Latini, Giovanni Tavano, Carla De Benedictis: Abruzzo. History and Art Guide. Carsa Edizioni Pescara, 2005年第一版, ISBN 88-501-0090-6